# Ончеви
Ончеви (груз. ონჭევი) — село в Грузии, на территории Онского муниципалитета края (мхаре) Рача-Лечхуми и Нижняя Сванетия.

## География
Село находится в северной части Грузии, на правом берегу реки Джоджоры, на расстоянии приблизительно 4 километров (по прямой) к востоко-юго-востоку от города Они, административного центра муниципалитета. Абсолютная высота — 1068 метров над уровнем моря.

## Население
По результатам официальной переписи населения 2014 года, в Ончеви проживало 53 человека (32 мужчины и 21 женщина). В национальной структуре населения грузины составляли 100 %.
| Год  | Население, человек |
| ---- | ------------------ |
| 2002 | 87                 |
| 2014 | ↘ 53               |